# Parafia św. Maksymiliana Kolbego w Sierpcu
Parafia św. Maksymiliana Kolbego w Sierpcu – parafia rzymskokatolicka należąca do dekanatu sierpeckiego, diecezji płockiej, metropolii warszawskiej.
Została erygowana 8 września 1981 przez biskupa Bogdana Sikorskiego przy kościele poewangelickim.
Od 2020 proboszczem jest ks. kan. mgr Dariusz Multon.
Patronem parafii jest św. Maksymilian Maria Kolbe – kapłan męczennik.
Kościołem parafialnym jest kościół pw. św. Stanisława Kostki.

## Zasięg parafii
Miejscowości należące do parafii: Sierpc – ulice: Białobłocka, Borkowska, Fredry, Jaracza, Karłowicza, Kasztanowa, Kochanowskiego, Kolejowa, Kopernika, Krasińskiego, Kwiatowa, Leśna, Lipowa, Matejki, Mickiewicza, Moniuszki, Norwida, Osiedlowa, Paderewskiego, Parkowa, Piastowska (numery nieparzyste), Piłsudskiego, Płocka (od numeru 23 do końca), Sempołowskiej, Sikorskiego, Słowackiego, Szpitalna, Solskiego, Sosnowa, Świętokrzyska, Targowa, Braci Tułodzieckich, Tuwima, Tysiąclecia, Wiosny Ludów, Witosa, Wyspiańskiego, Gorzewo, Grodkowo-Zawisze (dawniej Stefankowo).
Cmentarz: wspólny cmentarz parafialny oraz cmentarz komunalny

## Grupy parafialne
- 2 Koła Żywego Różańca
- Legion Maryi
- Schola dziecięca
- Ministranci
- Zespół muzyczny „Kostki”
- Lektorzy

## Proboszczowie
- ks. dr Wacław Abramczyk (1981–1997)
- ks. prał. dr Bronisław Sałkowski (1997–2010)
- ks. kan. dr Tomasz Kadziński (2010–2020)
- ks. kan. mgr Dariusz Multon (od 2020)